# دومينيك ويدرا
دومينيك ويدرا (بالبولندية: Dominik Wydra)‏ هو لاعب كرة قدم بولندي في مركز الوسط، ولد في 12 مارس 1994 في فيينا في النمسا. شارك مع منتخب النمسا تحت 17 سنة لكرة القدم ومنتخب النمسا تحت 18 سنة لكرة القدم ومنتخب النمسا تحت 19 سنة لكرة القدم ومنتخب النمسا تحت 21 سنة لكرة القدم. أما مع النوادي، فقد لعب مع بادربورن 07 ورابيد فيينا.

## وصلات خارجية
- دومينيك ويدرا على موقع قاعدة بيانات كرة القدم.إي يو (الإنجليزية)
- دومينيك ويدرا على موقع Soccerway.com (الإنجليزية)
- دومينيك ويدرا على موقع عالم كرة القدم.نت (الإنجليزية)
- دومينيك ويدرا على موقع AS.com (الإسبانية)